# GE Money Bank
GE Money Bank är en bank som ingår i ett av sex affärsområden inom General Electric-koncernen (GE). I USA har man erbjudit varufinansiering sedan 1930-talet och i dag har GE Money 130 miljoner kunder i 55 länder världen över. Banken erbjuder olika finansiella tjänster och produkter som till exempel blancolån och kredit, kort, sparkonto och säljfinansiering. 
I Sverige etablerades GE Money Bank genom förvärv 1993. Det köptes 2014 av Banco Santander för 700 miljoner euro, varpå namnet GE Money Bank avvecklades. Totalt betjänade GE Money Bank i Sverige ca 300 000 kunder och hade över 2 500 samarbetspartner.